# День испанского языка

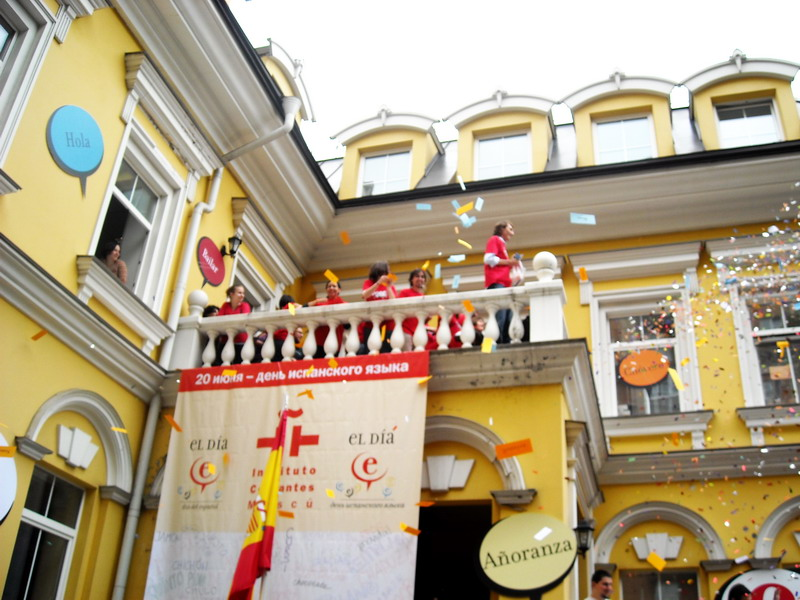
Первый дождь из слов в Москве

День испанского языка (исп. Día E) — это праздник, который отмечают все, кто преподает или изучает испанский язык, говорит на нём и любит его. Придуман в 2009 году Институтом Сервантеса, проводится во всех странах, где есть его филиалы, в последнюю субботу перед летним солнцестоянием, сопровождается играми, акциями, концертами, перфомансами и прочими культурными мероприятиями.
Вот как объяснила предназначение Дня испанского языка директор Института Сервантеса Кармен Каффарель в 2011 году:

В этот день мы радуемся успехам и отмечаем богатство языка, на котором говорят 500 000 000 человек. Однако, испанский имеет хождение не только в 21 стране, где он является государственным. В Европейском Союзе, например, не считая Испанию, 30 миллионов человек в той или иной степени владеют испанским. На американском континенте, оставив в стороне испаноговорящие страны, мы видим Бразилию, где 5,5 миллионов человек смогут поддержать беседу с носителем испанского. А цифры из США, где 40 миллионов говорит по-испански, позволяют предположить, что к 2050 году эта страна станет номером один в испаноговорящем мире. Статистика также свидетельствует о добром здравии испанского языка в Азии. В таких странах как Южная Корея или Китай количество изучающих этот язык растет год от года. В Китае на курсы испанского записались уже 20 000 человек: с момента своего появления на свет в 1996 году Институт Сервантеса в Пекине каждый год удваивает количество посетителей учебных центров. 

## Мероприятия
- Дождь из слов

Первые два года (2009 и 2010) специальная пушка выстреливала в воздух небольшими листовками, на которых были написаны слова, набравшие максимум баллов при голосовании онлайн. В 2011 году пушку и листовку заменили надувными шариками.
- Онлайн голосование слов испанского языка

В 2009 году выиграло слово «malevo», что на буэнос-айресском жаргоне — лунфардо — означает «преступник, уркаган».
В 2010 году не было одного победителя, наибольшее количество голосов набрал ряд слов: arrebañar (жадно съедать), cachivache (развалюха), Gamusino, infinito (бесконечный), limón (лимон), república (республика), sueño (сон, мечта), tiquismiquis (жеманство), titipuchal (толкучка в мекс.варианте испанского языка) и tragaldabas (обжора).
В 2011 году выиграло название мексиканского штата Керетаро — Querétaro. Слово было предложено актером Гаэлем Гарсиа Берналем среди 35 других, также предложенных знаменитостями, ставшими послами испанского языка на время праздника. Среди знаменитостей — Шакира, Марио Варгас Льоса, Ферран Адриа, Алисия Алонсо, Исабель Альенде, Рафаэль, Висенте дель Боске, Ана Мария Матуте и др.
- Игра в испанский

Игра, похожая на скрабл: дается табло в клеточку 16х16, на котором нужно выложить слова так, чтобы достичь противоположного края. Если игрок начал выстраивать слова по горизонтали — то правого, а если по вертикали — то нижнего. При этом каждый игрок должен хоть раз употребить букву ñ. Турнир проводится очно и для каждого уровня владения языком — свой. Победители награждаются памятными призами. В 2011 году победитель московского турнира выиграл поездку в Андалузию.
В 2010 году было 290 000 игроков из 149 стран и сыграно 44 000 партий.
- Культурная программа

В Дни испанского языка обычная программа центров Института Сервантеса дополняется экскурсиями по зданию центра, экспресс-классами «Испанский за один день», танцевальными марафонами, концертами и прочими яркими событиями.